# ジェンツーペンギン
ジェンツーペンギン（英：gentoo penguin、学名：Pygoscelis papua）は、ペンギン目ペンギン科アデリーペンギン属に分類される鳥類。中型のペンギンで、両目をつなぐ白い帯模様が特徴である。オンジュンペンギン（温順企鵝）という別名もある。

## 形態
体長は51cm - 90cm、体重は5kg - 8.5kgほど。大きさはペンギン18種類のうち、コウテイペンギン、キングペンギンに次いで3番目に大きい。また、オスの方がメスよりわずかに大きい。更に、ペンギンで最も泳ぐのが速いペンギンでもある。最高時速は時速35kmにも達する。
成鳥は頭部と背中側が黒く、腹側が白、足はピンク色または橙色をしている。特徴は頭頂部を通って両目をつなぐ白い帯模様と、くちばしの両側の赤色または橙色である。また、同じアデリーペンギン属のアデリーペンギン、ヒゲペンギンと同様に尾羽が長い。虹彩は茶色。
幼鳥は地味な色をしており、羽毛はフワフワしている。背中側はモフモフとしたグレー又は薄い群青色をしており、腹側は白い。成鳥と似ている点がいくつかあり、クチバシは明るい橙色で先が黒くなっている。ただし成鳥よりもクチバシの色はハッキリしない。また、足は橙色またはピンク色で毛は生えておらず、爪やその周辺が黒くなっている。成鳥になる前の換羽の時期には既に足にヒレが付いている。 
英名の"Gentoo"は、ポルトガル語で「異教徒」を意味する"Gentio"に由来し、頭部の白い帯模様をターバンに見立てたものといわれる。一方、別和名のオンジュンペンギンはこのペンギンの温順な性格にちなんでいる。

## 分布
生息域は南極周辺の海域だが、アデリーペンギン属3種類の中ではもっとも北に分布している。おもな繁殖地は
- フォークランド諸島
- サウスジョージア・サウスサンドウィッチ諸島
- 南極半島（サウス・シェトランド諸島を含む）

他にも
- ケルゲレン諸島
- マッコーリー島
- ハード島とマクドナルド諸島
- クローゼー諸島
- サウス・オークニー諸島
- プリンスエドワード島

などにもコロニーがある。

## 亜種
南極半島からサウスジョージア・サウスサンドウィッチ諸島にかけての個体群は亜種 P. p. ellsworthii （ミナミジェンツーペンギン）とされ、他の地域の亜種 P. p. papua （キタジェンツーペンギン）より小型である。

## 生態
非繁殖期は海で生活するが、繁殖地からあまり遠くへ行かない。ただし南極半島など寒さが厳しい地域では、冬には海岸から見られなくなる。
他のペンギン同様肉食性で、おもにオキアミを捕食する。いっぽう、海での天敵はシャチやヒョウアザラシなどである。なお、ジェンツーペンギンの泳ぐ速度は36km/hほどで、最も速く泳ぐペンギンとされている。

### 繁殖

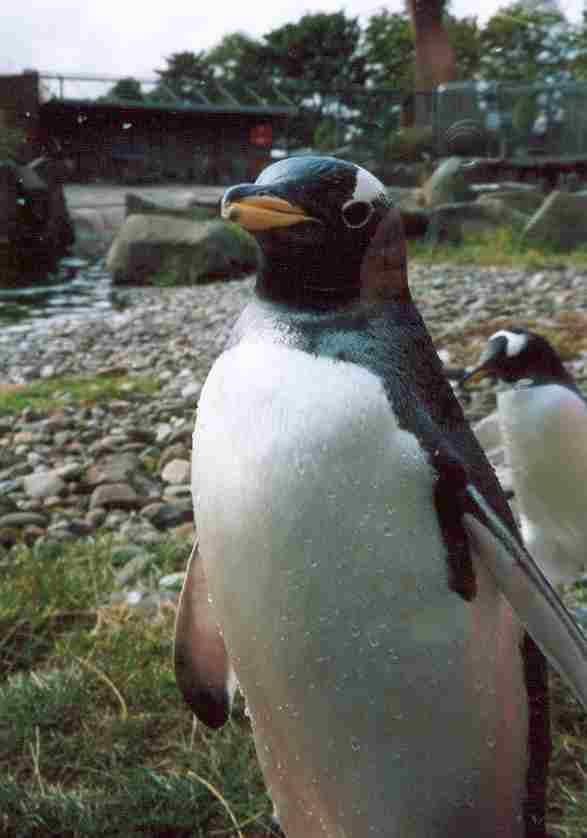
エディンバラ動物園にて

アデリーペンギンやヒゲペンギンと同様に、円形に石を積み上げて巣を作り、ふつうは130gほどの卵を2個産む。孵化までは35日ほどかかるが、それまでは親鳥が毎日交代で抱卵する。孵化したヒナは綿毛におおわれ、背中側が灰色で腹側が白色をしている。孵化後1ヶ月ほどは巣にとどまって両親から給餌を受けるが、成長するとヒナ同士の集団「クレイシュ」を作る。クレイシュの中で集団生活しながらなおも親鳥から給餌を受け、3ヶ月ほどかけて充分に成長する。成長したヒナは成鳥の羽毛に換羽してから海へ旅立つ。
ペンギンの中でも潜水能力は高い方で、潜水時の最大水深は平均で水深80mにも達する。平均潜水時間は2.5分で、4分間も潜水する事がある。
主にオキアミを食料とするが、小魚なども捕食する。海中での天敵はミナミゾウアザラシやシャチ、ヒョウアザラシなどで、危険を感じると物凄い速さで逃げる。狩をするときも常に周辺で群れている。コロニーでの天敵はオオトウゾクカモメやオオフルマカモメで、稀にサヤハシチドリに襲われる事もある。大型のカモメなどが襲うのは弱った個体や死骸、ヒナであり、成鳥の若鳥を襲う事は滅多に無い。子育て中の親鳥は、ヒナや卵が襲われると敵をつついたり、鳴いたりして威嚇したり、追い払ったりする。サヤハシチドリに関しては体も小さく、基本的にはおこぼれを貰うなどの事しかしないが、弱ったヒナや、迷子で一人きりの場合は容赦なく襲う事がある。ジェンツーペンギンは街中などに進出して繁殖することもあり、こういった場合には野良猫に襲われたりもする。
個体数は増加傾向にあり、IUCN（国際自然保護連合）の2017年度版レッドリストによると最近の繁殖するつがいは387,000組ほどと推定されている。

## 人間との関係
ジェンツーペンギンは各地の動物園・水族館で飼育されている。ペンギンの中でも好奇心が旺盛とされており、観覧者に近寄ってくることも多い。また、ジェンツーペンギンがデザインされたGentoo LinuxというPC用のOSも無償で公開されている。